# 1990 في البرازيل

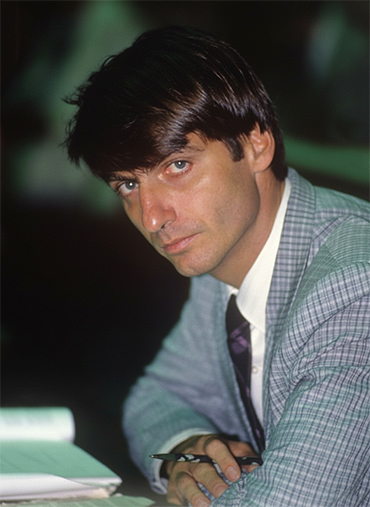
جاير بولسونارو عام 1990

فيما يلي قوائم الأحداث التي وقعت خلال عام 1990 في البرازيل.

## سياسة

### تعيين في المنصب
- 15 مارس – إيتامار فرانكو نائب رئيس البرازيل [الإنجليزية]‏.
- 15 مارس – فيرناندو كولور ميلو رئيس البرازيل.

### انتهاء فترة المنصب
- 15 مارس – جوسيه سارني رئيس البرازيل.

## رياضة
- 1 يناير – الدوري البرازيلي لكرة القدم 1990
- 25 مارس – جائزة البرازيل الكبرى 1990 الفائز ألن بروست.

## كتب
من الكتب التي صدرت هذه السنة في البرازيل:
- 1 يناير – بريدا من تأليف باولو كويلو.

## مواليد

### يناير
- 6 يناير – أليكس تيكسيرا لاعب كرة قدم برازيلي.

### فبراير
- 2 فبراير – مارسيو ألفيس دوس سانتوس لاعب كرة قدم برازيلي.
- 9 فبراير – أندري ديامانت لاعب شطرنج برازيلي.
- 15 فبراير – ميتشيل ماسيدو روتشا ماتشادو لاعب كرة قدم برازيلي.
- 18 فبراير – مايكون ماركيز لاعب كرة قدم برازيلي.
- 20 فبراير – فابريسيو سيلفا دورنيلاس لاعب كرة قدم برازيلي.
- 20 فبراير – فيتور بينيت لاعب كرة سلة برازيلي.
- 26 فبراير – إيدسون دوس سانتوس ريس لاعب كرة قدم برازيلي.
- 28 فبراير – فابيو كونسيساو أموريم لاعب كرة قدم برازيلي.

### مارس
- 2 فبراير – مارسيو ألفيس دوس سانتوس لاعب كرة قدم برازيلي.
- 7 مارس – ماركوس رينان أوليفيرا سانتانا لاعب كرة قدم برازيلي.
- 10 مارس – ليو مينيرو لاعب كرة قدم برازيلي.
- 25 مارس – معادلة ليتي ليما لاعب كرة قدم برازيلي.
- 26 مارس – جونيور ألفيس لاعب كرة قدم برازيلي.
- 28 مارس – فابريسيو دوس سانتوس ميسيس لاعب كرة قدم برازيلي.

### أبريل
- 10 أبريل – لولينيا لاعب كرة قدم برازيلي.
- 18 أبريل – برونو فوميكونو لاعب كرة قدم برازيلي.
- 19 أبريل – جيسيكا باوليتو عارضة برازيلية.
- 21 أبريل – لويز إدواردو دوس سانتوس غونزاغا لاعب كرة قدم برازيلي.
- 24 أبريل – كارولين دي سوزا لاعبة كرة يد برازيلية.

### مايو
- 1 مايو – دانيال ليموس لاعب كرة قدم برازيلي.
- 2 مايو – كليبر لوبه بينهيرو لاعب كرة قدم برازيلي.
- 19 مايو – هنريكي لوفانور لاعب كرة قدم برازيلي.
- 20 مايو – أندرسون كارفاليو لاعب كرة قدم برازيلي.
- 20 مايو – برونو سوزوكي لاعب كرة قدم ياباني.
- 20 مايو – رافاييل كابرال لاعب كرة قدم برازيلي.
- 28 مايو – فيليبي سيلفا لاعب كرة قدم برازيلي.
- 29 مايو – لوكاس غوميش دا سيلفا لاعب كرة قدم برازيلي.
- 31 مايو – جوليانو دي باولا لاعب كرة قدم برازيلي.

### يونيو
- 2 يونيو – ناثان أوتافيو لاعب كرة قدم برازيلي.
- 13 يونيو – ديوغو دا سيلفا فارياس لاعب كرة قدم برازيلي.
- 20 يونيو – فاب ميلو لاعب كرة سلة برازيلي.
- 22 يونيو – دييغو أوليفيرا لاعب كرة قدم برازيلي.
- 28 يونيو – دوغلاس مارادونا كامبوس دانغي لاعب كرة قدم برازيلي.
- 28 يونيو – لازارو فينيسيوس ألفيس مارتينز لاعب كرة قدم برازيلي.

### يوليو
- 3 يوليو – لوكاس مينديز لاعب كرة قدم برازيلي.
- 4 يوليو – غابرييل بيمبا لاعب كرة قدم برازيلي.
- 9 يوليو – رافاييل بيريرا دا سيلفا لاعب كرة قدم برازيلي.
- 9 يوليو – فابيو لاعب كرة قدم برازيلي.
- 9 يوليو – لوكاس ليما لاعب كرة قدم برازيلي.
- 11 يوليو – فيتور سابا لاعب كرة قدم برازيلي.
- 21 يوليو – ماركينيوس جابرييل لاعب كرة قدم برازيلي.
- 23 يوليو – جرايسي كارفاليو عارضة برازيلية.
- 25 يوليو – سايمون غابرييل لاعب كرة قدم برازيلي.
- 26 يوليو – إيفرتون كوريا دوس سانتوس لاعب كرة قدم برازيلي.

### أغسطس
- 2 أغسطس – تياغو سانتوس لاعب كرة قدم برازيلي.
- 6 أغسطس – دوغلاس بيريرا لاعب كرة قدم برازيلي.
- 9 أغسطس – كايو كانيدو كوريا لاعب كرة قدم برازيلي.
- 11 أغسطس – باولا كريستينا غونسالفيس لاعبة كرة مضرب برازيلية.
- 11 أغسطس – لوان مادسون دي بايفا لاعب كرة قدم برازيلي.
- 24 أغسطس – فاغنر ريبيرو دا كوستا لاعب كرة قدم برازيلي.
- 27 أغسطس – فابيو بينا لاعب كرة قدم برازيلي.

### سبتمبر
- 5 سبتمبر – راين سانتوس ناسيمنتو لاعب كرة قدم برازيلي.
- 14 سبتمبر – دوغلاس كوستا لاعب كرة قدم برازيلي.

### أكتوبر
- 4 أكتوبر – ويلينغتون روتشا لاعب كرة قدم برازيلي.
- 5 أكتوبر – لايس ريبيرو عارضة برازيلية.
- 12 أكتوبر – لويز أوتافيو سانتوس دي أراوجو لاعب كرة قدم برازيلي.
- 16 أكتوبر – تاتياني باشيكو لاعبة كرة سلة برازيلية.
- 17 أكتوبر – دايان كونتيراتو عارضة برازيلية.

### نوفمبر
- 6 نوفمبر – فيليبي غارسيا لاعب كرة قدم برازيلي.
- 18 نوفمبر – فيليبي ألفيس لاعب كرة قدم برازيلي.
- 26 نوفمبر – غابرييل باوليستا لاعب كرة قدم برازيلي.

### ديسمبر
- 3 ديسمبر – سيرجيو ريكاردو دوس سانتوس جونيور لاعب كرة قدم برازيلي.
- 6 ديسمبر – أديلتون دوس سانتوس دا سيلفا لاعب كرة قدم برازيلي.
- 9 ديسمبر – إيفسون باتريسيو لاعب كرة قدم برازيلي.
- 12 ديسمبر – رومارينيو لاعب كرة قدم برازيلي.
- 28 ديسمبر – ريجينالدو أنطونيو دا سيلفا لاعب كرة قدم برازيلي.

## وفيات

### يناير
- 24 يناير – أبراهام باتوسكا دا سيلفيرا (مواليد 1905) لاعب كرة قدم برازيلي.

### أبريل
- 6 أبريل – جويل دي أوليفيرا مونتيرو (مواليد 1904) لاعب كرة قدم برازيلي.

### يوليو
- 21 يوليو – هيتور كانالي (مواليد 1910) لاعب كرة قدم برازيلي.

### أغسطس
- 2 أغسطس – أدونياس فيليو (مواليد 1915) روائي برازيلي.

### سبتمبر
- 16 سبتمبر – أوسكارينو كوستا سيلفا (مواليد 1907) لاعب كرة قدم برازيلي.